# Rhodolaimus pusillus
Rhodolaimus pusillus är en rundmaskart. Rhodolaimus pusillus ingår i släktet Rhodolaimus och familjen Bunonematidae. Inga underarter finns listade i Catalogue of Life.